# NGC 5385
NGC 5385 is een open sterrenhoop in het sterrenbeeld Kleine Beer. Het hemelobject werd op 5 mei 1831 ontdekt door de Britse astronoom John Herschel. Door de schaarste aan sterren kan dit object beschouwd worden als telescopisch asterisme.